# Алиев, Асиф Тофик оглы
Асиф Тофик оглы (Кудратович) Алиев (10 февраля 1956, Кировабад, Азербайджанская ССР) — советский футболист, нападающий, полузащитник.
Воспитанник футбольной школы «Локомотив» Кировобад, первый тренер К. Абраменко. В 1973—1975 годах выступал за местный клуб «Динамо» / «Прогресс» во второй лиге. В 1976 году перешёл в команду первой лиги «Нефтчи» Баку, с которой в тот же год вышел в высшую лигу, где сыграл 183 игры, забил 34 гола. По ходу сезона-1985 вернулся в Кировабад и за команду в 1985—1990 годах провёл 161 игру, забил 88 голов (по другим данным — 157 игр, 87 голов). В 1991 году провёл четыре матча за «Гёязань» Казах. Сын Васиф также футболист.
В 1995—2000 работал тренером «Нефтчи», с 25 января 1996 до конца сезона — де-юре — главный тренер.